# Hippolyte (geslacht)
Hippolyte is een geslacht van garnalen uit de familie van de Hippolytidae.

## Soorten
- Hippolyte acuta (Stimpson, 1860)
- Hippolyte australiensis (Stimpson, 1860)
- Hippolyte bifidirostris (Miers, 1876)
- Hippolyte californiensis Holmes, 1895
- Hippolyte caradina Holthuis, 1947
- Hippolyte catagrapha d'Udekem d'Acoz, 2007
- Hippolyte cedrici Fransen & De Grave, 2019
- Hippolyte clarki Chace, 1951
- Hippolyte coerulescens (Fabricius, 1775)
- Hippolyte commensalis Kemp, 1925
- Hippolyte dossena (Marin, Okuno & Chan, 2011)
- Hippolyte edmondsoni Hayashi, 1981
- Hippolyte garciarasoi d'Udekem d'Acoz, 1996
- Hippolyte holthuisi Zariquiey Álvarez, 1953
- Hippolyte inermis Leach, 1816
- Hippolyte jarvinensis Hayashi, 1981
- Hippolyte karenae Fransen & De Grave, 2019
- Hippolyte kraussiana (Stimpson, 1860)
- Hippolyte lagarderei d'Udekem d'Acoz, 1995
- Hippolyte leptocerus (Heller, 1863)
- Hippolyte leptometrae Ledoyer, 1969
- Hippolyte longiallex d'Udekem d'Acoz, 2007
- Hippolyte multicolorata Yaldwyn, 1971
- Hippolyte ngi Gan & Li, 2017
- Hippolyte nicholsoni Chace, 1972
- Hippolyte niezabitowskii d'Udekem d'Acoz, 1996
- Hippolyte obliquimanus Dana, 1852
- Hippolyte palliola Kensley, 1970
- Hippolyte pleuracantha (Stimpson, 1871)
- Hippolyte prideauxiana Leach, 1817 [in Leach, 1815-1875]
- Hippolyte proteus (Paul'son, 1875)
- Hippolyte sapphica d'Udekem d'Acoz, 1993
- Hippolyte singaporensis Gan & Li, 2017
- Hippolyte varians Leach, 1814 (Veranderlijke steurgarnaal)
- Hippolyte ventricosa H. Milne Edwards, 1837 [in H. Milne Edwards, 1834-1840]
- Hippolyte williamsi Schmitt, 1924
- Hippolyte zostericola (Smith, 1873)

### Nomen dubium
- Hippolyte gracilipes Randall, 1840
- Hippolyte ignobilis Kinahan, 1858
- Hippolyte marioni Gourret, 1887

### Nomen nudum
- Hippolyte buruënsis Bleeker, 1856
- Hippolyte hasseltii Bleeker, 1856
- Hippolyte lygdamis White, 1847
- Hippolyte macandreae Bell, 1847
- Hippolyte metis White, 1847
- Hippolyte rubrosignata Wagner, 1885